# مكتب الهند

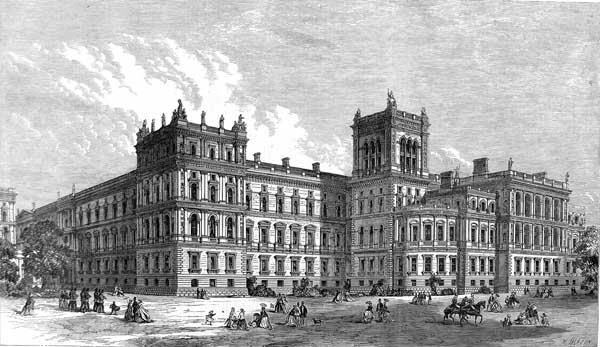
مكاتب الخارجية والهند ، لندن ، 1866 إيلن.

مكتب الهند هي دائرة حكومية بريطانية تأسست في لندن عام 1858 للإشراف على إدارة مقاطعات الهند البريطانية، من قبل الحاكم العام للهند ومسؤولين آخرين. تضم هذه الأراضي معظم الدول الحديثة اليوم في شبه القارة الهندية بالإضافة إلى عدن ومناطق أخرى حول المحيط الهندي. ترأس القسم وزير الدولة لشؤون الهند، وهو عضو في مجلس الوزراء البريطاني، والذي كان مستشارًا رسميًا من قبل مجلس الهند.
عند استقلال الهند في عام 1947 وتحولها إلى دومينيون تم إغلاق مكتب الهند. تم نقل مسؤولية علاقات المملكة المتحدة مع الدولة الجديدة إلى مكتب علاقات الكومنولث (مكتب دومينيون سابقًا).